# Dendrobium centrale
Dendrobium centrale är en orkidéart som beskrevs av Johannes Jacobus Smith. Dendrobium centrale ingår i släktet Dendrobium, och familjen orkidéer. Inga underarter finns listade i Catalogue of Life.